# Zegris pyrothoe
Zegris pyrothoe is een vlindersoort uit de familie van de Pieridae (witjes), onderfamilie Pierinae.
Zegris pyrothoe werd in 1832 beschreven door Eversmann.